# Продълговат мозък
Продълговатият мозък (на латински: medulla oblongata) е част от централната нервна система и пряко продължение на гръбначния мозък. През продълговатия мозък преминава всяка информация от главния мозък до тялото и обратно. Ангажиран е с контрола на дишането, кръвообръщението и други автономни процеси. Той контролира и кихането, кашлянето, повръщането, бозаенето. Продълговатият мозък контролира жизненоважни функции и неговото нараняване може да доведе до смърт.